# Casa Maimó de Tàrrega
Casa Maimó de Tàrrega és una obra modernista de Tàrrega (Urgell) protegida com a bé cultural d'interès local. És un edifici emmarcat dins el corrent modernista amb una ornamentació neogòtica en alguns elements ornamentals.

## Descripció
És un edifici estructurat en planta baixa i dos pisos. Totes les obertures creades a les dues façanes visibles de l'edifici estan disposades seguint un eix estructural molt regular entre elles, compost d'eixos verticals. Presenta una solució en xamfrà. S'hi crea una torratxa que sobresurt de la resta de l'edifici amb la superposició de dues plantes més i el coronament d'un pinacle, que fa de xarnera a les dues façanes. El prisma és cobert de teula vidriada d'un color vermellós.
Tot el mur està fet amb carreus de pedra regulars, disposats sobretot en els tancaments. S'utilitza ferro forjat a les baranes dels balcons i teula àrab a la coberta plana.
La planta baixa està disposada mitjançant cinc arcades de mig punt junt amb l'entrada principal (en arc de mig punt), que es troba a la zona central inferior del pinacle. En el timpà d'aquests portals hi ha reixes de ferro forjat, dissenyades igual que la porta pel mateix arquitecte de l'edifici. Una cornisa separa la planta baixa de la resta de l'edifici modernista.
Les dues plantes superiors s'estructuren de la mateixa manera pel que fa a les obertures. Hi ha cinc finestres per façana i pis. Cada una d'elles és idèntica tipològicament: aporten un trencaaigües destacable que finalitza en dues petites mènsules a banda i banda. Solament unes quantes finestres allindades tenen la sortida en una balconada amb barana de forja.
En total hi ha vuit finestres amb balcó, sense comptar les dues obertures centrals de la torratxa, que també en tenen. La coberta és amb teules àrabs i està sostinguda per un bigam fet amb cabirons de fusta treballada en la seva part exterior que sobresurten respecte del mur de la façana.